# Kocierz Rychwałdzki
Kocierz Rychwałdzki – wieś w Polsce położona w województwie śląskim, w powiecie żywieckim, w gminie Łękawica.
Do 1954 miejscowość nosiła nazwę Kocierz ad Rychwałd, następnie została ona zmieniona na Kocierz Wyżny.
W latach 1975–1998 miejscowość administracyjnie należała do województwa bielskiego.

## Położenie
Miejscowość rozciąga się w górnej części doliny potoku Kocierzanka. Zabudowania i pola zajmują wąskie dno doliny Kocierzanki oraz polany na wznoszących się nad nią szczytach Beskidu Małego. Po północnej stronie jest to główny grzbiet Beskidu Małego na odcinku od Wielkiej Cisowej Grapy po Łamaną Skałę, na południowej Pasmo Łysiny. Do miejscowości dochodzi droga z Łękawicy, ślepo kończąca się u podnóży Łamanej Skały.
Zobacz też: Kocierz, Kocierz Moszczanicki, Kocierzew Południowy, Kocierzew Północny, Kocierzowy